# أوفلاج العاشر-بي
```
أوفلاج العاشر-بي
 
معسكرًا ألمان لأسرى
 
الحرب
 
للضباط
 (
Offizierlager
) يقع في 
نينبورغ
، 
ساكسونيا السفلى
، في شمال غرب 
ألمانيا
. 
بجواره
 
كان
 معسكر 
الرجال المجندين
 (
شتالاج
) 
شتالاج العاشر-سي
.
```

## تاريخ المخيم

### مودرا كاسيرن
تم الانتهاء منه عام 1936 في Mudra-Kaserne ("Mudra Barracks")، سمي باسم جنرال الحرب العالمية الأولى برونو فون مودرا،   

### أوفلاج العاشر بي
تم افتتاح أوفلاج العاشر بي في مايو 1940، وتم استخدامه لاحتجاز الضباط الفرنسيين الذين تم أسرهم خلال معركة فرنسا. كان المخيم مربعا تقريبا بابعاد 300 متر (980 قدم) لكل جانب. داخليا تم تقسيمه من النصف بواسطة طريق يمتد من الشرق إلى الغرب، Ziegelkampstraße. إلى الشمال من الطريق كانت هناك سبع مجمعات سكنية للسجناء. بنيت ستة من الطوب، في حين أن السابع كان من الخشب. إلى الجنوب أربع كتل أخرى. كان ثلاثة منهم لكبار الضباط، في حين أن الرابع كان يضم Ordonnanzen («باتمان»). تم تقسيم مباني الإقامة إلى غرف، تضم كل منها على 8 إلى 12 رجلاً. في وسط المخيم كان مطبخ المخيم والمقصف. في الركن الجنوبي الغربي من المخيم، مفصولين بسياج من الأسلاك الشائكة، كانت هناك كتلتان من المستشفيات، وحوض الاستحمام / التجفيف، وكتلة الاحتجاز. 
تم إحاطة المخيم بـ 2.5 متر (8 قدم 2 بوصة) من سياج من الأسلاك الشائكة المزدوجة، مع لفات من الأسلاك الشائكة بينهما. كان هناك حبلا من الأسلاك المكهربة حوالي 4 متر (13 قدم) داخل السياج محدد بـ «الأرض المحرمة» التي كان ممنوعا منعا باتا دخولها. كان الحراس مسلحون على أبراج المراقبة في كل زاوية، وفي وسط كل جانب من المخيم. 
تقع المباني الإدارية ومباني الإقامة للحراس في مجمع خارج البوابة الرئيسية للمخيم، إلى الغرب من الأوفلاج، وجنوب Kaserne. 

### تحرير
تم تحرير معسكرات نينبورغ من قبل الجيش البريطاني في 9 أبريل 1945 . 

## سجناء بارزون
- إميل جوي، مؤلف موسيقي فرنسي.[5]
- هرب بيير جاكوبسن، أكتوبر 1941. في وقت لاحق النائب الأول للمدير العام للجنة الحكومية الدولية للهجرة الأوروبية (ICEM).
- إيلي دي روتشيلد، مصرفي ورجل أعمال.
- جوزيف أونروج، نائب أميرال بولندي
- ماريان كونوبينسكي، راهب كابوتشين وكاهن كاثوليكي. أحد الشهداء البولنديين الـ 108 المباركين، [6] تطوع في عام 1999.